# Czech National Trust
Czech National Trust je nezávislá nezisková organizace založená v České republice v říjnu 2013 za podpory odborníků  památkové péče a INTO (International National Trusts Organisation), mezinárodní organizace sdružující národní trusty z celého světa. Jejich smyslem je záchrana kulturního a přírodního dědictví pro další generace, prostřednictvím péče o objekty ve vlastním nebo svěřeném majetku, spolupráce s vlastníky, doborovolníky a státními organizacemi. Tato myšlenka vznikla v Anglii, kde působí organizace s nejdelší tradicí National Trust. Dlouhodobým cílem organizace je vytvoření členské a dobrovolnické základny, která se bude aktivně starat o památky v místě svého bydliště či regionu.
Pilotním projektem organizace byla obnova hrobky Marie Ebner-Eschenbach ve Zdislavicích. Czech National Trust se v roce 2016 stal vlastníkem hrobky i přilehlých pozemků. Mezi další projekty patří např. obnova meteorologických sloupků v pražských Dejvicích a na Masarykově nádraží, pomoc s úpravami a vyčistění okolí rožmitálského zámku nebo snaha o návrat plastiky okřídleného šípu od Otty Gutfreunda na Škodův palác. Organizace také pořádá letní brigády pro dobrovolníky ze zahraničí.

## Publikace
- Lístek do Nového světa/Ticket to the New World, Eva Heyd, 2018, Czech National Trust[7]